# Marcelo Miraglia
Marcelo Miraglia (n. 24 de junio de 1965 en Lomas de Zamora, Provincia de Buenos Aires) es cantor y compositor argentino, representante de la Música folklórica de Argentina, dentro del género música surera.
Actualmente vive en Monte Grande, Partido de Esteban Echeverría.

## Biografía
Aunque su predilección por la música surera se remonta a sus primeros años de edad, interpretando sus primeras milongas, zambas, valses, huellas y demás ritmos vinculados a ese estilo, su carrera artística tiene comienzo un 25 de mayo de 1993, oportunidad en la cual comparte por primera vez escenario con el guitarrista Daniel Dalia, su inseparable compañero, el “hermano que le regaló la vida”.
Con la impronta que le otorgaran sus referentes musicales (el “Tordillo” Óscar del Cerro, como figura destacada, y “El vasquito de Mataderos”), Marcelo Miraglia es creador de un estilo propio, que ha logrado mantener a lo largo de su extensa trayectoria, obteniendo el reconocimiento del público en los distintos escenarios de la Provincia de Buenos Aires y gran parte del país.
Dentro de sus creaciones autorales más reconocidas se encuentran "Por qué Surero", “Justo a Tiempo”, “Amor Delincuente”, “El Regalo”, entre otros. Actualmente, lo acompañan en cada presentación los guitarristas Daniel Dalia, Jorge Barrios y Roberto Bonacina.
Fiel al estilo surero, y ratificando una vieja tradición del estilo, en cada presentación interactúa con el público a través de la Milonga Floreada, otorgando a los asistentes la posibilidad de expresarse con un floreo, entreverado en sus versos y a la par de sus guitarras. Su música ha tenido una amplia repercusión nacional a través de diversas emisiones radiales y televisivas del país, participando de los programas de difusión del tradicionalismo argentino más emblemáticos como "Folclorísimo" de Carlos Giachetti, "Jineteando" (Canal 9), "Alma Gaucha" (Canal 9 / CN23), "Pampeanía" de Juan Antonio Márquez, entre muchos otros.

## Distinciones
A lo largo de su carrera ha recibido diversas menciones, distinciones y premios. Dentro de los más importantes se destaca haber sido ternado en tres oportunidades consecutivas para los premios “Santos Vega”, obteniendo finalmente la distinción “Santos Vega de Plata” al “Mejor Intérprete Masculino de Música Surera” (2007), última oportunidad en la cual se otorgara esa distinción. 

Más cerca, en 2016, recibe en primer término el premio "Apacheta" como difusor del folclore nacional y la cultura de los pueblos originarios y el premio "Revelación del Festival"  que entrega el Comité Organizador del Festival de Doma y Folclore de Olavarría, el festival más importante del género folclórico de la Provincia de Buenos Aires.

## Discografía
Ha grabado once materiales discográficos:
1. Temple Surero
2. La Tropilla de Madera
3. El Canto del Sur no ha muerto
4. El Redomón Pateador
5. Entreverando Versos
6. Estancias Argentinas
7. Donde no cruzó la ciencia
8. Entre Amigos
9. Justo a Tiempo
10. Cantor de la Gente
11. A la Mitad del Camino
12. Cantando a lo mio